# Xylotrechus mixtus
Xylotrechus mixtus là một loài bọ cánh cứng trong họ Cerambycidae.